# Rivazzurra
Rivazzurra è una frazione di Rimini situata tra le altre frazioni di Bellariva e Marebello. Si trovano diverse località molto vicine fra loro, tanto che il confine è quasi inesistente: Villaggio del Sole, Villaggio Fiorito, Villaggio Nuovo, Ghetto Turco, Marebello, Marebello Alta, Alba Adriatica.
Ad eccezione del Ghetto Turco esistente fin dal 1700 come zona marittima della Valconca, questo tratto di costa facente parte del litoraneo a sud di Rimini, che va appunto da Bellariva a Miramare, fu totalmente edificato nel corso del potente sviluppo turistico degli anni sessanta. In questi anni, in realtà senza l'esistenza di un piano regolatore, vennero in maniera massiccia edificati, uno accanto all'altro, numerosi hotel e pensioni estive.
Poco distante da Rivazzurra, nella frazione di Miramare, è collocato l'Aeroporto internazionale Federico Fellini di Rimini.

## Attività di interesse a Rivazzurra
Oltre ad essere meta di turisti nel periodo estivo, veicolati dalle numerose attrazioni notturne della riviera, Rivazzurra può vantare una serie di punti di interesse per famiglie e bambini, come il parco divertimenti di Fiabilandia.

## Infrastrutture e trasporti

### Mobilità urbana
Rivazzurra è ben collegata e servita dal trasporto pubblico su gomma, gestito da Start Romagna.
• Dispone di una metromare 
- Direzione Rimini: linea 9, 9A, 9X, 9/ (transitano a Villaggio del Sole, Villaggio Fiorito, Villaggio Nuovo, Ghetto Turco, Alba Adriatica, Marebello Alta), linee 10 e 11 (Rivazzurra, Alba Adriatica, Marebello), linee 124 e 174 (Villaggio del Sole, Ghetto Turco, Marebello Alta), linea 171 (Villaggio del Sole).
- Direzione Riccione: linee 11, 124, 174
- Direzione Morciano: linee 124, 174
- Direzione Misano: linea 124
- Direzione Montegridolfo: linea 174
- Direzione Miramare: linee 9, 10, 11, 124
- Direzione Santa Giustina: linea 9, 9/, 9A
- Direzione Viserba: linee 9X, 171
- Direzione Santarcangelo: linea 9
- Direzione San Vito: linea 9A
- Direzione Fiera: linee 9, 9/, 9A, 10

### Ferrovie
La stazione più vicina risulta essere quella di Rimini Miramare, mentre quella principale delle vicinanze è Rimini.